# Moments of Bloom
Moments of Bloom – wydany w 1999 r. album niemieckiej formacji Diary of Dreams.

## Lista utworów
1. Cholymelan – 4:53
2. Fake Affection, False Creation III – 4:30
3. End Of Flowers – 6:57
4. Retaliation – 5:45
5. But The Wind Was Stronger – 7:19
6. Ex-ile – 6:01
7. Methusalem – 6:45
8. End (Giftet)? – 6:34
9. Moments Of Bloom – 6:26
10. Touch II – 7:14
11. Reality Of Mine – 5:08
12. Predictions – 9:31